# Brown-Vialetto-van-Laere-Syndrom
Das Brown-Vialetto-van-Laere-Syndrom ist eine sehr seltene angeborene Erkrankung mit Ausfällen mehrerer kaudaler Hirnnerven und Ertaubung. Eine spinale Muskelatrophie kann hinzukommen.
Synonyme sind: Riboflavin-Transporter-Mangel; RTD
Die Bezeichnung geht zurück auf die Erstbeschreibung 1894 durch C. H. Brown sowie auf weitere Berichte 1936 durch E. Vialetto und 1966 durch van Laere.

## Verbreitung
Die Häufigkeit wird mit unter 1 zu 1.000.000 angegeben, bislang wurde über mehr als 100 Betroffene berichtet. Die Vererbung erfolgt bei etwa der Hälfte der Betroffenen autosomal-rezessiv. Bislang wurden etwa 58 Fälle beschrieben. Das Verhältnis betroffener Mädchen zu Buben beträgt 3:1.

## Einteilung und Ursachen
Derzeit werden nach der zugrunde liegenden Veränderung zwei Formen unterschieden:
- Typ I mit Mutationen im SLC52A3-Gen im Chromosom 20 am Genort p13, welches für einen Transporter für Riboflavin kodiert.[6] Mutationen in diesem Gen liegen auch beim Fazio-Londe-Syndrom vor.
- Typ II mit Mutationen im SLC52A2-Gen im Chromosom 8 an q24.3[7]

## Klinische Erscheinungen
Klinische Kriterien sind:
- Beginn in der Kindheit, vom Säuglingsalter bis zum 30. Lebensjahr möglich
- bei frühem Krankheitsbeginn sind die Veränderungen stärker ausgeprägt
- Ertaubung beider Ohren durch zunehmende Schallempfindungs-Schwerhörigkeit
- sensorische Ataxie & Optikusatrophie, besonders beim Typ II
- Muskelschwäche
- Motorische Ausfälle des VII. (Nervus facialis), IX. (Nervus glossopharyngeus) und XI.(Nervus accessorius) Hirnnerven, seltener anderer oder weiterer

Hinzu können kommen: Vorderhornzeichen an den Gliedmaßen, erschwerte Atmung wegen Zwerchfell-Lähmung (besonders bei Kindern), Gliederschwäche, schlaffes Gesicht, Optikusatrophie, Retinitis pigmentosa, vegetative Störungen und Krampfanfall.

## Diagnose
Die Diagnose erfolgt klinisch. Eine Bestätigung sowie der Ausschluss anderer Erkrankungen kann durch neurophysiologische Untersuchungen, Kernspintomographie, Muskelbiopsie und Liquor-Untersuchung erfolgen.

## Differentialdiagnose
Abzugrenzen sind:
- Fazio-Londe-Syndrom
- Amyotrophe Lateralsklerose
- Nathalie-Syndrom
- Joubert-Syndrom
- Motorneuron-Krankheit Madras

## Therapie
Wesentlich ist eine frühzeitig beginnende Substitution mit Riboflavin.

## Heilungsaussicht
Die Prognose ist uneinheitlich: Bei knapp der Hälfte kommt es zu einer fortlaufenden Verschlechterung. Nach Beginn der Symptome überlebt ein Drittel der Patienten zehn oder mehr Jahre.